# Alfred Jacob Miller
Alfred Jacob Miller – amerykański malarz, znany z obrazów i rycin przedstawiających życie na północnym zachodzie USA.